# Carnotovy baterie

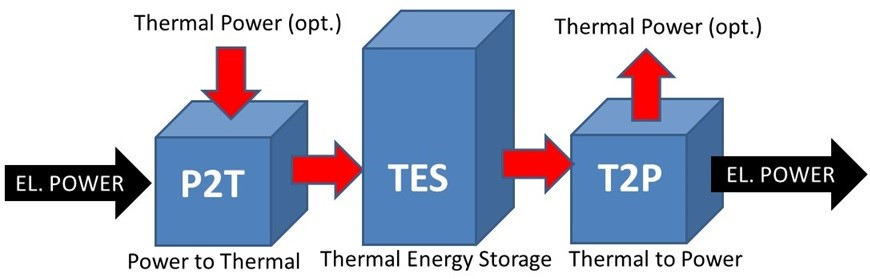
Jak funguje Carnotovy baterie (schéma)

Carnotovy baterie je zařízení pro skladování energii, které ukládá elektřinu ve formě tepelné energie. Během procesu nabíjení se elektřina přeměňuje na teplo a ukládá se v tepelném akumulátoru, během vybíjení se akumulované teplo přeměňuje zpět na elektřinu. Carnotovy baterie je pojmenována po Nicolas Léonard Sadi Carnot, jehož studie stanovily termodynamiku.

## Pozadí
Efektivního využití rostoucího podílu výroby elektřiny z obnovitelných zdrojů se dosahuje ukládáním tepelné energie do levných materiálů, jako je voda, kameny nebo soli. Baterie Carnot se skládá ze subsystémů přeměny elektřiny na teplo, akumulace tepla a zpětného získávání elektřiny z tepla.

## Konfigurace systému
Systém akumulace Carnotovy baterie se skládá ze tří částí: přeměna elektřiny na tepelnou energii (Power to Thermal, P2T), skladování tepelné energie (Thermal Energy Storage, TES) a přeměna tepelné energie na elektřinu (Thermal to Power, T2P).

### Technologie přeměny elektřiny na teplo
Elektřina může být přeměněna na teplo pomocí různých technologií. 
- Topný článek přeměňuje elektřinu na teplo.
- Tepelné čerpadlo přenáší teplo z nízké teploty s přídavnou pracovní energií na vyšší teplotu.
- Vzduch je zkapalněn pro skladování kryogenní energie.

### Skladování tepelné energie
Podle mechanismu skladování energie lze skladování tepla rozdělit do tří typů: citelné teplo skladování, skupenské teplo skladování a termochemické skladování tepla. Skladovací materiály používané pro baterie Carnot jsou:
- Horká voda
- Roztavená sůl (Molten Salt)
- Kámeny nebo zapouzdřený PCM (Phase Change Material, materiál pro fázovou změnu)
- Kapalný vzduch

### Technologie konverze tepla na elektřinu
Teplo může být přeměněno na elektřinu termodynamickými procesy, jako je Rankinův–Clausiův cyklus nebo Jouleův–Braytonův cyklus.
- Tepelný stroj
- Parní turbína
- Plynová turbína
- Organic Rankine cycle